# Nigari
Nigari é essencialmente um composto de cloreto de magnésio, usado para coagular leite de soja e fazer tofu. Enquanto o cloreto de magnésio é normalmente comercializado na forma de um pó branco, o nigari apresenta-se muitas vezes em pequenos sacos, que contêm o composto dissolvido em água.
É também usado como suplemento alimentar quando dissolvido em água, a fim de prevenir a deficiência de magnésio.